# سرعة حدية
السرعة النهائية أو الختامية أو الحدية (بالإنجليزية: Terminal velocity)‏ هي السرعة العظمى الثابتة بسبب احتكاك الجسم بمادة مائعة مثل الهواء أو الماء. وهي خاصية من خصائص الكمية المقيسة التي تصف درجة الإتقان في القياس
هناك علاقة بين القوة المعيقة drag force والسرعة الحدية وهي أنه كلما زادت سرعة الجسم كلما زادت القوة المعيقة. في السقوط الحر يحدث هذا على حساب تسارع الجسم الذي يعد محصلة للفرق بين قوة الجاذبية وبين القوة المعيقة وتكون الذروة حين تتساوى القوتان ليصبح الجسم بعدها ثابت السرعة أي تسارعه صفر.
مثلاُ عندما يقفز المظلي قبل فتح مظلته فإنه يظل يتسارع (القوة المعيقة هنا صغيرة في بداياتها) ثم وبعد فتح المظلة فإنه يستبب في قوة معيقة أكبر، الأمر الذي يجعل سرعته تصل بسرعة إلى السرعة المنتظمة أو السرعة الحدية.

السرعة الختامية عندما تكون قوة الجاذبية Fg مساوية قوة الاحتكاك Fd (الاعاقة) للمائع

## العلاقة الرياضية
يمكن اشتقاق قانون السرعة الختامية من العلاقات الفيزيائية الأساسية للسقوط الحر مع ادراج قوة مقاومة المائع:
{\displaystyle F_{net}=ma=mg-{1 \over 2}\rho v^{2}AC_{\mathrm {d} }\ .}
تكون محصلة القوة عند الاتزان صفر (F = 0);
{\displaystyle mg-{1 \over 2}\rho v^{2}AC_{\mathrm {d} }=0\ .}
وبحل المعادلة في v ينتج
{\displaystyle {\sqrt {\frac {2mg}{\rho AC_{\mathrm {d} }}}}\ .}
حيث
Vt = السرعة الختامية,
m = كتلة الجسم الساقط,
g = عجلة الجاذبية الأرضية,
Cd = معامل الإعاقة,
ρ = كثافة المائع الذي يمر الجسم عبره,
A = مساحة الجسم البارزة نحو المائع.